# Tigist Mekonen
Tigist Mekonen (ur. 7 lipca 1997) – etiopska lekkoatletka reprezentująca Bahrajn, specjalistka od biegów długich.
W 2015 zdobyła srebro mistrzostw panarabskich oraz stanęła na najniższym stopniu podium światowych wojskowych igrzysk sportowych. Wicemistrzyni świata juniorów z Bydgoszczy (2016). W tym samym roku reprezentowała Bahrajn na igrzyskach olimpijskich w Rio de Janeiro, podczas których nie udało jej się awansować do finału. Brązowa medalistka igrzysk solidarności islamskiej (2017).

## Osiągnięcia
| Rok  | Impreza                          | Miejsce        | Konkurencja                   | Lokata     | Wynik   |
| ---- | -------------------------------- | -------------- | ----------------------------- | ---------- | ------- |
| 2015 | Mistrzostwa panarabskie          | Manama         | bieg na 3000 m z przeszkodami | 2. miejsce | 9:42,01 |
| 2015 | Światowe igrzyska wojska         | Mungyeong      | bieg na 3000 m z przeszkodami | 3. miejsce | 9:41,46 |
| 2016 | Mistrzostwa Azji w przełajach    | Manama         | bieg juniorek                 | 8. miejsce | 22:56   |
| 2016 | Mistrzostwa świata juniorów      | Bydgoszcz      | bieg na 3000 m z przeszkodami | 2. miejsce | 9:34,08 |
| 2016 | Igrzyska olimpijskie             | Rio de Janeiro | bieg na 3000 m z przeszkodami | eliminacje | 9:49,92 |
| 2017 | Igrzyska solidarności islamskiej | Baku           | bieg na 3000 m z przeszkodami | 3. miejsce | 9:26,00 |
| 2017 | Mistrzostwa świata               | Londyn         | bieg na 3000 m z przeszkodami | eliminacje | 9:55,42 |

## Rekordy życiowe
- Bieg na 3000 metrów z przeszkodami – 9:20,65 (2015)